# Torneo de la División I de Baloncesto Masculino de la NCAA de 1940
El Torneo de la División I de Baloncesto Masculino de la NCAA de 1940 fue el segundo que se celebró para determinar el Campeón de la División I de la NCAA. Llegaron 8 equipos a la fase final, disputándose el partido por el campeonato en el Municipal Auditorium en Kansas City, Misuri.
Los ganadores fueron el equipo de la Universidad de Indiana, que derrotaron en la final a la Universidad de Kansas.

## Equipos
| East Regional - Indianapolis | East Regional - Indianapolis | East Regional - Indianapolis | East Regional - Indianapolis |
| Universidad                  | Entrenador                   | Conferencia                  | Record                       |
| ---------------------------- | ---------------------------- | ---------------------------- | ---------------------------- |
| Duquesne                     | Chick Davies                 | Independiente                | 19-2                         |
| Indiana                      | Branch McCracken             | Big Ten                      | 17-3                         |
| Springfield                  | Ed Hickox                    | Independiente                | 16-2                         |
| Western Kentucky             | Ed Diddle                    | SIAA                         | 24-5                         |

| West Regional - Kansas City | West Regional - Kansas City | West Regional - Kansas City | West Regional - Kansas City |
| Universidad                 | Entrenador                  | Conferencia                 | Record                      |
| --------------------------- | --------------------------- | --------------------------- | --------------------------- |
| Colorado                    | Frosty Cox                  | Mountain States             | 17-2                        |
| Kansas                      | Phog Allen                  | Big Six                     | 17-5                        |
| Rice                        | Buster Brannon              | Southwest                   | 21-2                        |
| USC                         | Sam Barry                   | Pacific Coast               | 19-2                        |

## Fase final
|  | Cuartos de final | Cuartos de final | Cuartos de final |          |    | Semifinales | Semifinales | Semifinales |  |   | Final   | Final | Final |  |
|  |                  |                  |                  |          |    |             |             |             |  |   |         |       |       |  |
|  |                  |                  |                  |          |    |             |             |             |  |   |         |       |       |  |
|  | 1                | Indiana          | 48               |          |    |             |             |             |  |   |         |       |       |  |
|  | 1                | Indiana          | 48               |          |    |             |             |             |  |   |         |       |       |  |
|  | 8                | Springfield      | 24               |          |    |             |             |             |  |   |         |       |       |  |
|  | 8                | Springfield      | 24               |          | 1  | Indiana     | 39          |             |  |   |         |       |       |  |
|  |                  |                  |                  |          | 1  | Indiana     | 39          |             |  |   |         |       |       |  |
|  |                  |                  | 4                | Duquesne | 30 |             |             |             |  |   |         |       |       |  |
|  | 4                | Duquesne         | 4                | Duquesne | 30 | 30          |             |             |  |   |         |       |       |  |
|  | 4                | Duquesne         |                  |          |    |             |             |             |  |   |         |       |       |  |
|  | 5                | Western Kentucky | 29               |          |    |             |             |             |  |   |         |       |       |  |
|  | 5                | Western Kentucky | 29               |          |    |             |             |             |  | 1 | Indiana | 60    |       |  |
|  |                  |                  |                  |          |    |             |             |             |  | 1 | Indiana | 60    |       |  |
|  |                  |                  | 2                | Kansas   | 42 |             |             |             |  |   |         |       |       |  |
|  | 3                | USC              | 2                | Kansas   | 42 | 38          |             |             |  |   |         |       |       |  |
|  | 3                | USC              |                  |          |    |             |             |             |  |   |         |       |       |  |
|  | 6                | Colorado         | 32               |          |    |             |             |             |  |   |         |       |       |  |
|  | 6                | Colorado         | 32               |          | 3  | USC         | 42          |             |  |   |         |       |       |  |
|  |                  |                  |                  |          | 3  | USC         | 42          |             |  |   |         |       |       |  |
|  |                  |                  | 2                | Kansas   | 43 |             |             |             |  |   |         |       |       |  |
|  | 2                | Kansas           | 2                | Kansas   | 43 | 50          |             |             |  |   |         |       |       |  |
|  | 2                | Kansas           |                  |          |    |             |             |             |  |   |         |       |       |  |
|  | 7                | Rice             | 44               |          |    |             |             |             |  |   |         |       |       |  |
|  | 7                | Rice             | 44               |          |    |             |             |             |  |   |         |       |       |  |
|  |                  |                  |                  |          |    |             |             |             |  |   |         |       |       |  |

### Semifinales
| 23 de marzo de 1940 | Indiana Hoosiers                   | 39–30       | Duquesne Dukes               |                                                    |  |
|                     | Marcador por tiempos: 25-13, 14-17 |             |                              |                                                    |  |
|                     | Estadísticas Bill Menke 10         | Reporte Pts | Estadísticas 10 Ed Milkovich | Pabellón: Hinkle Fieldhouse, Indianapolis, Indiana |  |

| 23 de marzo de 1940 | USC Trojans                        | 42–43       | Kansas Jayhawks              |                                                     |  |
|                     | Marcador por tiempos: 21-20, 21-23 |             |                              |                                                     |  |
|                     | Estadísticas Dale Sears 19         | Reporte Pts | Estadísticas 15 Richard Harp | Pabellón: Municipal Auditorium, Kansas City, Misuri |  |

### Final
| 30 de marzo de 1940 | Indiana Hoosiers                  | 60–42       | Kansas Jayhawks           | |  |
|                     | Parciales: 32-19, 28-23           |             |                           | |  |
|                     | Estadísticas Huffman, McCreary 12 | Reporte Pts | Estadísticas 13 Bob Allen | Pabellón: Municipal Auditorium, Kansas City, Misuri Asistencia: 10.000 espectadores Árbitros: Gil MacDonald, Ted O'Sullivan |  |

| Campeón de la NCAA 1940      |
| ---------------------------- |
| Indiana Hoosiers 1.er título |